# Маккинга
Маккинга (з.-фриз. Makkingea) — деревня в голландском муниципалитете Оостстеллингверф в провинции Фрисландия. Проживает 1,040 жителей по состоянию на 1 января 2017 года.
Маккинга известна среди специалистов по транспортному планированию и инженеров как первое сообщество, представившее концепцию общего пространства, что означает удаление средств управления движением на главной улице чтобы поспособствовать более безопасному взаимодействию между транспортом и пешеходами.

## История
Деревня впервые упоминается в 1527 г. Mackinge(n) и означает «поселение людей в Макке (человек)». Маккинга — это торфяная разработка, похожая по форме на эсдорп, но без общинного пастбища. Она начала развиваться с 15 века. Голландская реформатская церковь датируется 1777 годом и она заменила более раннюю церковь.

## Достопримечательности
Музей Old Ark посвящен старинным инструментам. В деревне находится отреставрированная ветряная мельница Де Вейерт. Изначально она был построена в 1868 году как лесопилка в Горредийке. В 1925 году её перевезли в Маккингу и переоборудовали в мельницу. В последнюю субботу месяца с марта по октябрь в деревне устраивается большой блошиный рынок.

## Галерея

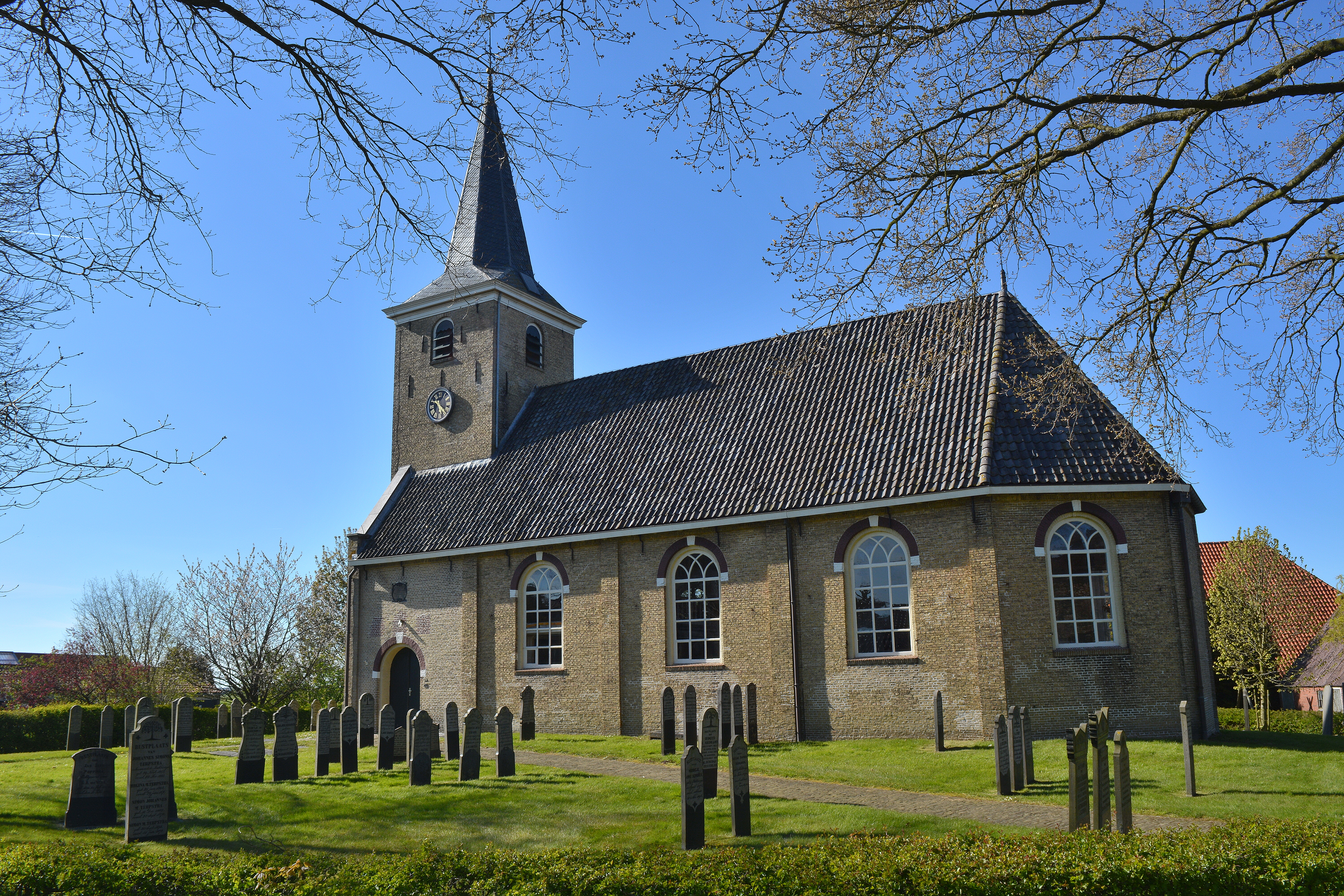
Церковь в Маккинге
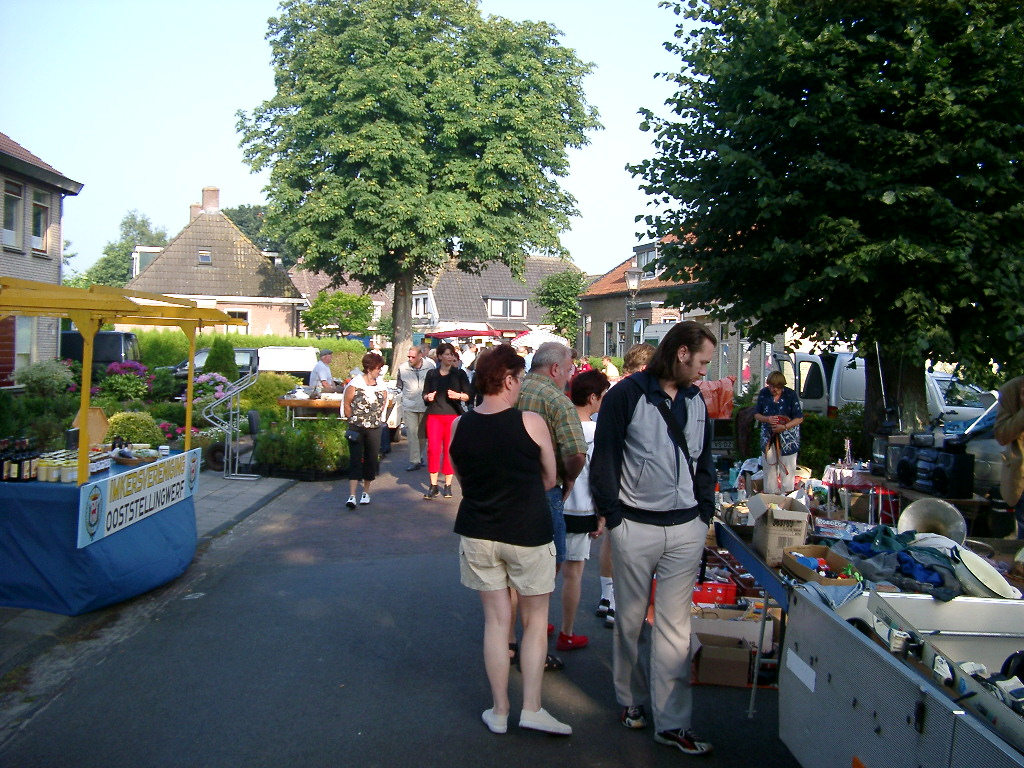
Блошиный рынок
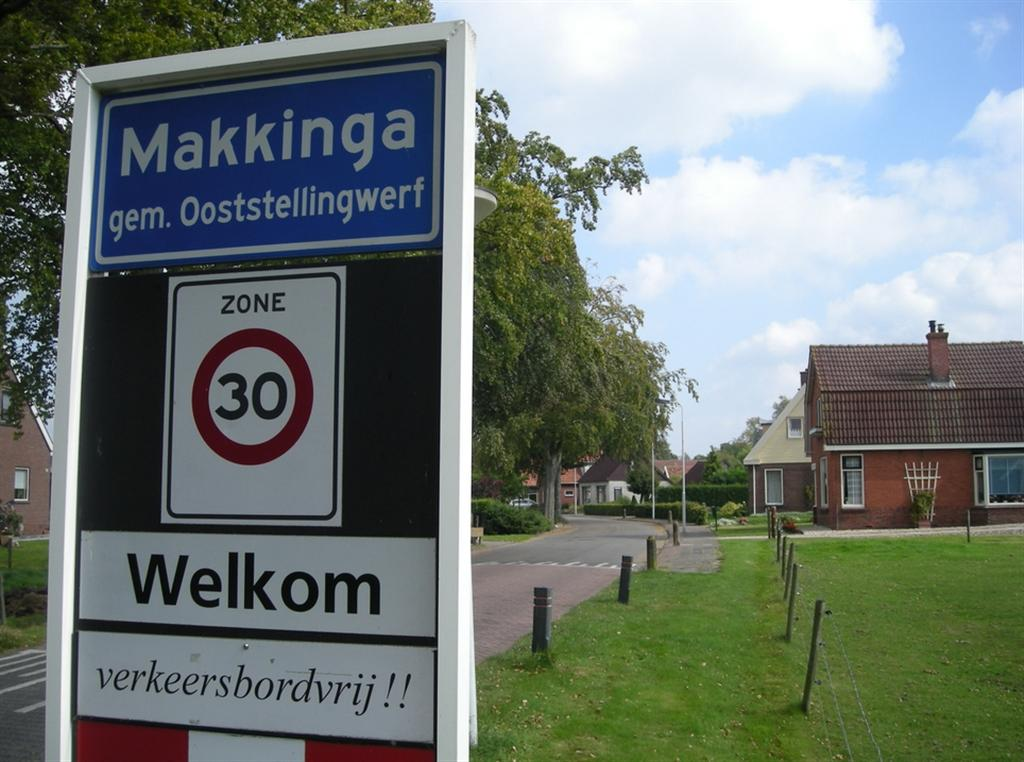
"Добро пожаловать в Маккингу"

## Известные жители
- Ян Кромкамп (1980 г.р.), футболист[6]